# Septembre 1989

## Événements
- France : à la suite de la visite du secrétaire général du Quai d'Orsay, François Scheer, à Téhéran, le porte-avions Foch et sa flotte d'accompagnement repartent vers Toulon.
- Hongrie : la ville de Budapest accueille de nombreux réfugiés en provenance de la République démocratique allemande.

### Vendredi1erseptembre 1989
- Allemagne de l'Ouest : l'Armée républicaine irlandaise provisoire (IRA) commet un attentat contre une base militaire américaine à Münster, faisant 2 morts.
- Espagne : les Chambres du Parlement sont dissoutes.
- Lettonie : rétablissement de l'enseignement dans les langues minoritaires (polonais, hébreu, lituanien, estonien, arménien…), supprimé par les soviétiques en 1940.
- Tchad - Libye : à la suite de l'accord cadre en vue du règlement pacifique du contentieux territorial sur la bande d'Aouzou, signé la veille à Alger, le ministre des Affaires étrangères, Roland Dumas, annonce un allègement du dispositif militaire français.

### Samedi2 septembre 1989
- France : cinq membres des Brigades rouges italiennes sont arrêtés à Paris.
- Pologne : le cardinal-archevêque Jozef Glemp demande la renégociation des accords de Genève sur le carmel d'Auschwitz. Le lendemain, les cardinaux Albert Decourtray et Jean-Marie Lustiger et Godfried Danneels cosignent un communiqué affirmant que « les engagements souscrits doivent être tenus ».

### Dimanche3 septembre 1989
- France : les incendies du Sud-Ouest ont détruit 56 000 hectares de forêts et ont causé la mort de douze personnes.

### Lundi4 septembre 1989
- Azerbaïdjan (ex-Union soviétique) : une grève générale est lancée pour réclamer le maintien dans la république de l'enclave arménienne du Haut-Karabagh.
- France : 
  - Le cinéaste Claude Autant-Lara, inculpé pour ses déclarations antisémites au mensuel « Globe », démissionne du Parlement européen.
  - Concernant le statut de La Poste, le premier ministre, Michel Rocard, dans une interview au journal Le Monde, répond aux détracteurs du rapport Prévot : « Il n’y a pas de pire menace que le statu quo destructeur (...). Si on ne fait rien pour la Poste, dans dix ans, ce sera la sidérurgie. »
- Pologne : le président de Solidarnosc, Lech Wałęsa, critique l'accord passé par le nouveau premier ministre Tadeusz Mazowiecki avec le POUP.
- Suisse : décès du romancier Georges Simenon (86 ans), père du commissaire Maigret.
- Yougoslavie : à Belgrade, ouverture du 9e sommet des non-alignés, regroupant 102 pays, jusqu'au 7 septembre.

### Mardi5 septembre 1989
- États-Unis : le président George H. W. Bush lance un appel à la mobilisation générale contre la drogue.
- France : 
  - Début d'un important mouvement de grèves dans le groupe Peugeot, à l'usine de Sausheim puis le 14 à l'usine de Sochaux.
  - Changement de présidence dans le groupe Bouygues, no 1 mondial du BTP : Francis Bouygues lance son poste à son fils Martin Bouygues.

### Mercredi6 septembre 1989
- Afrique du Sud : élection du nouveau Parlement, constitué de trois Chambres (une chambre pour les blancs, une chambre pour les métis et une chambre pour les indiens). 5,6 millions d'électeurs dont 3 millions de d'électeurs blancs se sont rendus aux urnes. Les Noirs ne sont pas encore autorisés à participer aux élections générales, seulement aux élections municipales. Le Parti national, au pouvoir, conserve la majorité absolue avec 93 sièges sur 166, mais perd 29 sièges. Son président, Frederik de Klerk a proposé un plan d'action et de réforme pour cinq années. Il considère que « les trois quarts de l'électorat se sont prononcés pour les réformes ». Il est partisan de l'unité du pays, de la suppression des bantoustans, de l'ouverture de négociations avec l'ANC et de l'introduction du système « One man, one vote » (un homme, une voix), avec comme objectif de promouvoir un gouvernement multiracial à majorité noire « avant qu'il ne soit trop tard. »
- France : Gilberte Beaux, Harlem Désir, Marcel Rigout, Roger Leray et Yves Jouffa sont nommés comme nouveaux membres du Conseil économique et social.
- Liban : les États-Unis annonce l'évacuation de leur ambassade à Beyrouth.
- Pays-Bas : victoire aux élections législatives des démocrates-chrétiens menés par Ruud Lubbers.

### Jeudi7 septembre 1989
- Colombie : le trésorier du cartel de Medellin, Eduardo Martinez, est extradé vers les États-Unis et incarcéré dans la prison d'Atlanta.
- France : en réponse au « malaise de la gendarmerie », le premier ministre, Michel Rocard, annonce un plan de revalorisation de la condition des cadres de l'Armée et de la Gendarmerie.
- Pologne : dans le nouveau gouvernement de Tadeusz Mazowiecki, Solidarność obtient douze ministères dont les Affaires étrangères, le POUP (communistes) obtient quatre ministères (Intérieur, Défense, Transports et Commerce extérieur), le Parti paysan obtient aussi quatre ministères dont celui de la Justice et le Parti démocrate en obtient deux.

### Vendredi8 septembre 1989
- Allemagne de l'Ouest : le gouvernement autorise la fusion des groupes Daimler-Benz et Messerschmitt-Bölkow-Blohm pour former le troisième groupe industriel européen.
- Liban : le général Michel Aoun demande aux États-Unis de reconsidérer leur décision précipitée d'évacuer leur ambassade.

### Samedi9 septembre 1989
- France : le ministre socialiste de l'Intérieur, Pierre Joxe, annonce une lutte accrue contre les trafics de drogue et considère que cette lutte « est la part la plus importante peut-être, de (sa) fonction de ministre de l'Intérieur. »
- États-Unis : Boris Ieltsine est en visite privée jusqu'au 23 septembre.

### Dimanche10 septembre 1989
- Allemagne de l'Ouest : lors du Congrès de la CDU, à Brême, Helmut Kohl est réélu à la présidence du parti.
- Hongrie : le gouvernement prend la décision historique d'ouvrir désormais librement ses frontières avec l'Autriche. Immédiatement plusieurs milliers d'Allemands de l'Est en profitent pour s'enfuir vers l'Allemagne de l'Ouest. Les gouvernements est-allemand et russe expriment leur désapprobation de cette décision, en violation de l'accord de 1969 entre la Hongrie et la République démocratique allemande. Le premier ministre Miklos Nemeth déclare dans une interview au quotidien « Bild am Sonntag » : « Si nous voulons construire la maison commune européenne dont parle Mikhaïl Gorbatchev, nous ne pouvons en isoler les pièces au moyen de barbelés. »
- Formule 1 : Grand Prix automobile d'Italie.

### Lundi11 septembre 1989
- République démocratique allemande : à la suite de l'ouverture de la frontière, des milliers d'Allemands de l'Est franchissent la frontière entre la Hongrie et l'Autriche. Dans la semaine, plus de quinze mille réfugiés choisissent la liberté vers l'Allemagne de l'Ouest. La Croix-Rouge internationale est présente sur le terrain en fournissant des repas chauds et en affrétant des bus de transport. Des dizaines de milliers d'autres Allemands de l'Est se préparent à les suivre.
- France : malgré son décès le 2 juillet de la même année, le juge d'instruction retient contre Jean Leguay la « participation à des crimes contre l'humanité », alors que les avocats Klarsfeld et Libman portent plainte contre René Bousquet (80 ans), l'ancien secrétaire de la Police de Vichy, pour « crimes contre l'humanité ».

### Mardi12 septembre 1989
- France : le rapport de Michel Prada sur l'avenir de la Corse est remis au premier ministre. Il préconise un développement axé sur le tourisme et conseille d'éviter tout recours à des « mesures exceptionnelles ».
- Pologne : Tadeusz Mazowiecki (55 ans) est le premier premier ministre polonais non communiste depuis la guerre.

### Mercredi13 septembre 1989
- Afrique du Sud : élection de Frederik de Klerk à la présidence de la République. Il était président par intérim depuis le 15 août 1989 après la démission de Pieter Botha. Il s'engage à réformer l'apartheid.
- Hongrie : ouverture des frontières avec l'Autriche; l'exode des Allemands de l'Est devient massif.

### Jeudi14 septembre 1989
- Afrique du Sud : Frederik de Klerk est élu chef de l'État à l'unanimité des 88 membres du conseil électoral.
- Irak : la France accorde un rééchelonnement de la dette irakienne d'un montant de 8,5 milliards de FF.

### Vendredi15 septembre 1989
- France : Ève Ruggieri est nommée directrice de la chaîne de télévision Antenne 2 et Jean-Marie Cavada est nommé directeur de la chaîne de télévision France 3.
- Hongrie : le secrétaire d'État aux Affaires étrangères, László Kovács, fait état de « différences fondamentales » dans le domaine économique et social entre son pays et les autres pays de l'Europe de l'Est.

### Samedi16 septembre 1989
- Chine : après trois mois d'absence de la scène politique, Deng Xiaoping effectue un retour.
- France : un groupe, lié à l'organisation des Fils de la mémoire juive, agresse et blesse gravement au visage l'universitaire Robert Faurisson en lui reprochant ses écrits négationnistes.

### Dimanche17 septembre 1989
- Guadeloupe : l'ouragan « Hugo » touche l'île, avec des rafales a plus de 300 km/h, causant des dégâts exceptionnels a l'ensemble de l'île (les dégâts sont estimés a 4 milliards de francs); faisant 7 morts et laissant près de 25 000 sans abri.
- Ukraine (ex-Union soviétique) : plus de cent mille Ukrainiens assistent à deux messes célébrées à Lvov et réclament la légalisation de l'Église catholique uniate, interdite depuis 1946.

### Lundi18 septembre 1989
- Burkina Faso : deux chefs historiques de la révolution, les commandants Jean-Baptiste Boukary Lingani et Henri Zongo, accusés de comploter contre le régime du président Blaise Compaoré, sont fusillés et inhumés dans la clandestinité en même temps que le commandant Koundamba Sabyamba et l’adjudant Gningnin.
- Union soviétique : lors de la réunion du comité central du PCUS organisé sur le problème des nationalités, le président Mikhaïl Gorbatchev réussit à mettre à l'écart les « conservateurs » menés par Viktor Tchebrikov et Volodymyr Chtcherbytskiï.

### Mardi19 septembre 1989
- Niger : le DC-10 du vol 772 UTA de la compagnie aérienne française UTA explose en plein vol. Il s'agit d'un attentat qui cause la mort de 171 personnes, dont un ministre tchadien.
- Pologne : le cardinal Johannes Willebrands, président de la Commission des relations avec le judaïsme, recommande le transfert des carmélites en dehors du camp d'Auschwitz.

### Mercredi20 septembre 1989
- Union soviétique : le président Mikhaïl Gorbatchev remanie la direction du PCUS au profit des réformateurs.

### Jeudi21 septembre 1989
- Lettonie : manifestation de la Ligue des femmes de Lettonie contre les brimades parfois mortelles que subissent les jeunes soldats lettons.

### Vendredi22 septembre 1989
- Grande-Bretagne : un attentat de l'IRA provisoire, contre une caserne des Royal Marines dans le Kent, cause la mort de 10 personnes.
- Liban : le général Michel Aoun accepte le plan de paix proposé par l'Arabie saoudite, l'Algérie et le Maroc avec un cessez-le-feu immédiatement proclamé pour le lendemain 23 septembre. Ce nouveau plan en sept points est en contradiction radicale avec les propositions faites le 31 juillet 1989. Il a pour ambition de règlementer l'embargo sur les armes et la trêve, il prévoit une « normalisation » politique et une réforme constitutionnelle fondée sur « l'entente nationale ».

### Samedi23 septembre 1989
- Union soviétique : Margaret Thatcher, le premier ministre britannique, en visite officielle à Moscou, qualifie la perestroïka mise en œuvre, d'« idée audacieuse, courageuse et visionnaire. »
- Japon : L'entreprise de jeu vidéo Nintendo fête ses cent ans.

### Dimanche24 septembre 1989
- France : lors des élections sénatoriales, portant le renouvellement d'un tiers du Sénat, le RPR se renforce au détriment des centristes, alors que le parti socialiste reste stable.
- Niger : adoption de la nouvelle constitution.
- Formule 1 : Grand Prix automobile du Portugal.

### Lundi25 septembre 1989
- République démocratique allemande : à Leipzig, plus de huit mille manifestants réclament des réformes, alors que le président Erich Honecker réapparait publiquement après six semaines d'absence.
- Québec : lors des élections provinciales, le parti libéral du Québec (PLQ) du premier ministre Robert Bourassa remporte les élections avec 51 % des voix, alors que le Parti québécois indépendantiste obtient 40 % des suffrages.
- Espagne : visite officielle du roi du Maroc, Hassan II, première visite depuis 28 ans.
- France : Charles Millon est élu président du groupe UDF à l'Assemblée nationale contre François Léotard.
- Liban : le médiateur de Ligue arabe, l'algérien Ahmed Taleb Ibrahimi, invite les députés libanais à se réunir à Djeddah en Arabie saoudite pour y mettre au point un « document d'entente nationale. »

### Mardi26 septembre 1989
- Cambodge : fin de l'évacuation du territoire cambodgien par les troupes vietnamiennes.
- France : Alain Poher, bien que contesté dans sa famille politique, est candidat pour la huitième fois à la présidence du Sénat.
- Hongrie : la nouvelle loi sur l'émigration rend possible le retour des quelque deux cent mille hongrois ayant fui le pays depuis les évènements de 1956. Elle prévoit aussi, l'ouverture complète des frontières du pays à tous les citoyens hongrois à partir du 1er janvier 1990.
- Liban : le pape Jean-Paul II demande à tous les libanais d'« élaborer ensemble un projet de vie nationale ». Il souhaite pouvoir se rendre prochainement à Beyrouth.

### Mercredi27 septembre 1989
- Cambodge : retrait des troupes Vietnamiennes.
- France : le journal Le Canard enchaîné publie la déclaration fiscale du PDG de Peugeot, Jacques Calvet ce qui en France est un délit. Le premier ministre Michel Rocard invite le journal à respecter les lois sociales. Cette publication qui dévoile le montant de ses revenus mensuels (171 000 FRF) et surtout sa progression en un an (+ 42 %), va déclencher la colère de centaines de salariés et donner à la crise sociale déclenchée chez Peugeot depuis le 5 septembre dans les ateliers de Mulhouse un caractère national.
- Tunisie : nouveau premier ministre, Hamed Karoui, en remplacement de Hédi Baccouche.

### Jeudi28 septembre 1989
- Philippines : mort de l'ancien président, Ferdinand Marcos aux États-Unis à l'âge de 72 ans. Dixième président, il a dirigé en dictateur le pays du 30 décembre 1965 au 25 février 1986.

### Vendredi29 septembre 1989
- France : mort de Jean-Louis Tixier-Vignancour à l'âge de 81 ans. Il était avocat et homme politique de droite.

### Samedi30 septembre 1989
- République démocratique allemande : le gouvernement accepte que les réfugiés est-allemands entassés dans les ambassades de l'Allemagne fédérale de Prague et de Varsovie, puissent partir vers l'Europe de l'Ouest.
- Allemagne de l'Ouest : le ministre fédéral des Affaires étrangères, Hans-Dietrich Genscher, depuis le balcon de la mission diplomatique de la République fédérale à Prague, annonce aux réfugiés qu'ils sont tous autorisés par la RDA à émigrer librement en RFA, alors que son homologue est-allemand, les considérant comme des asociaux, déclarait : « Ces hommes n'auraient pas retrouvé de place dans le processus social normal de la RDA ».
- Angleterre : Mort d'Horace Alexander, quaker britannique, professeur et écrivain, pacifiste et ornithologue (né en 1889).
- Chine : célébration officielle du quarantième anniversaire de la Révolution chinoise. Les ambassadeurs des pays occidentaux ne participent pas aux cérémonies.

## Naissances
- 1er septembre :
  - Bill Kaulitz, chanteur allemand du groupe Tokio Hotel, frère jumeau de Tom.
  - Tom Kaulitz, guitariste allemand du groupe Tokio Hotel, frère jumeau de Bill.
  - Mohammed Assaf, chanteur palestinien.
- 2 septembre :
  - Minnam Kontouloukou, escrimeuse togolaise.
  - Markieff Morris, basketteur américain.
  - Alexandre Pato, footballeur brésilien.
  - Anton Zaslavski, disc-jockey germano-russe.
- 5 septembre :
  - Nikolay Bayryakov, lutteur bulgare.
  - Elena Delle Donne, joueuse de basket-ball américaine.
  - Asley González, judoka cubain.
  - Katerina Graham, actrice américaine.
  - Sarra Lajnef, nageuse tunisienne.
  - Joey Rosskopf, cycliste sur route américain.
  - Grzegorz Sandomierski, footballeur polonais.
- 6 septembre : Abiyev Marat Zhaksylykovich, homme d'affaires kazakh.
- 8 septembre : Avicii (Tim berg), DJ et producteur suédois de musique house († 20 avril 2018).
- 11 septembre : Asuka Kuramochi, chanteuse dans le groupe AKB48 et French Kiss.
- 13 septembre : Antonio Santoro, coureur cycliste sur route italien.
- 14 septembre :
  - Merouan Bounekraf, cuisinier et animateur de télévision français.
  - Mathieu de la Bretèche, joueur de handball français.
  - Jimmy Butler, basketteur américain.
  - Vini Dantas, footballeur brésilien.
  - Brigette DePape, militante canadienne.
  - Marcus Ellis, joueur britannique de badminton.
  - Tony Finau, golfeur américain.
  - Jessica Brown Findlay, actrice anglaise.
  - Eleonora Giorgi, athlète italienne, spécialiste de la marche.
  - Logan Henderson, acteur et chanteur américain.
  - Jesse James, acteur américain.
  - Lee Jong-suk, acteur et mannequin sud-coréen
  - Alexander Killorn, joueur de hockey sur glace canadien.
  - Oier Olazábal, footballeur espagnol.
  - Natalie Ross, footballeuse internationale écossaise.
  - Ryan Rossiter, joueur américain de basket-ball.
  - Jonathon Simmons, basketteur américain.
  - Dyego Sousa, footballeur portugais.
  - Piet van Zyl, joueur international sud-africain de rugby à XV.
- 18 septembre : 
  - Serge Ibaka, basketteur congolo-espagnol.
  - Takuo Okubo, footballeur japonais.
- 19 septembre : Chloé Mortaud, mannequin franco-américain et Miss France 2009.
- 21 septembre : Jason Derulo, chanteur RnB américain.
- 22 septembre : Béatrice Martin, alias Cœur de pirate, chanteuse québécoise.
- 23 septembre : Brandon Jennings, basketteur américain.
- 26 septembre : Idrissa Gueye, footballeur sénégalais.

## Décès
- 4 septembre : Georges Simenon, écrivain belge (° 1903).
- 20 septembre : Richie Ginther, 49 ans, pilote automobile américain, ayant disputé 52 GP de Formule 1 de 1960 à 1966, (° 5 août 1930).
- 30 septembre : Horace Alexander, Quaker britannique, professeur et écrivain, pacifiste et ornithologue (° 1889).